# Лопянка
Лопянка (пол. Łopianka) — село в Польщі, у гміні Лохув Венґровського повіту Мазовецького воєводства.
Населення — 400 осіб (2011).
У 1975-1998 роках село належало до Седлецького воєводства.

## Демографія
Демографічна структура станом на 31 березня 2011 року:
|          | Загалом | Допрацездатний вік | Працездатний вік | Постпрацездатний вік |
| -------- | ------- | ------------------ | ---------------- | -------------------- |
| Чоловіки | 201     | 74                 | 119              | 8                    |
| Жінки    | 199     | 58                 | 114              | 27                   |
| Разом    | 400     | 132                | 233              | 35                   |